# Drakensang: The Dark Eye
Drakensang: The Dark Eye (originele Duitse titel: Das Schwarze Auge: Drakensang) is een RPG computerspel uit 2008 ontwikkeld door Radon Labs. In Duitsland werd het spel verdeeld door dtp entertainment, in Noord-West-Europa door Eidos Interactive, in Zuid-Europa door Fx Interactive, in Oost-Europa door Techland en in Noord-Amerika door THQ.
Het spel is het eerste uit de Drakensang-reeks en is gebaseerd op de fictieve leefwereld van het rollengezelschapsspel Het Oog des Meesters.

## Verhaal
Bij start van het spel krijgt het hoofdpersonage een brief van Ardo, een oude vriend die in de stad Ferdok leeft. De speler trekt naar Ferdok en komt onderweg in de parochie Avestrue waar hij verneemt dat hij de stad enkel kan betreden na toestemming gekregen te hebben van twee notabelen. Na toestemming zoekt de speler Ferdok op met enkele nieuwe vrienden. De reden voor toestemming is te wijten aan recentelijke moorden waarvan een slachtoffer een vriend van Ardo blijkt te zijn waardoor een zoektocht start naar de moordenaar.
Ook Ardo komt om waardoor de speler zijn huis erft en vervolgens een drakenzoektocht start. Op deze tocht komt hij ondoden tegen, moet hij een kasteel in de Bloud Mountains doorzoeken om uiteindelijk in het Grimtooth kasteel aan te komen waar de draak zich bevindt. Dat kasteel werd ingenomen door orks.